# 山地區 (科特迪瓦)
7°24′N 7°33′W / 7.400°N 7.550°W
山地區（法語：District des Montagnes），是科特迪瓦的14個行政區之一，位於該國西部，其西与利比里亚及几内亚接壤。2011年行政区划改革时，由原十八山区及中卡瓦利区合并成立，首府設於曼鎮，面積31,050平方公里，2014年人口2,371,920，人口密度每平方公里76人。该区是科特迪瓦自然最为丰富的地区（自然公园、森林、化石等）。

## 行政区划
由三个大区组成：
- 通克皮大区
- 古埃蒙大区
- 卡瓦利大区